# Margarinotus carbonarius carbonarius
Margarinotus carbonarius carbonarius é uma subespécie de insetos coleópteros polífagos pertencente à família Histeridae.
A autoridade científica da subespécie é Hoffmann, tendo sido descrita no ano de 1803.
Trata-se de uma subespécie presente no território português.